# Ivisaruk
La rivière Ivisaruk est un cours d'eau situé aux États-Unis dans l'État d'Alaska et le borough de North Slope. C'est un affluent de la rivière Kuk.

## Description
Longue de 78 milles (126 km), elle coule en direction du nord-est pour se jeter dans la rivière Kuk à 18 milles (29 km) au sud de Wainwright, dans la plaine arctique.
Son nom eskimo a été référencé en 1923 par Sidney Paige, de l'United States Geological Survey et signifie probablement couleur rouge.

## Sources
- (en) « Ivisaruk », Geographic Names Information System